# Wouter Basson
Wouter Basson (* 6. Juli 1950) ist ein südafrikanischer Mediziner und Waffenforscher. Er arbeitete ab 1975 für die südafrikanische South African Defence Force (SADF) und war während dieser Zeit an der Entwicklung des Tötungsprogramm „Project Coast“ der südafrikanischen Regierung, in dem es um die Schaffung chemischer und bakteriologischer Waffen ging, federführend beteiligt.
Medien bezeichneten ihn wegen seiner Forschung an Tötungsmethoden in der Zeit der Apartheid als Dr. Death („Dr. Tod“).
Basson ist bis heute offiziell als Arzt registriert und praktiziert aktuell in zwei Kliniken der Mediclinic Southern Africa.

## Leben
Über das Leben Wouter Bassons ist nur wenig bekannt, es gibt kaum gesicherte Quellen. Geboren wurde er als Sohn eines Polizisten, er studierte Medizin in Pretoria und war nach Ende seiner Ausbildung ab 1975 Mitglied der SADF. Mit 30 Jahren wurde er Kommandeur des 7th Medical Battalion, einer Flugrettungseinheit der SADF. Angeworben wurde er von Major N. J. Nieuwoudt. Zu seinen ersten Pflichten im Project Coast gehörten Reisen in verschiedene europäische Länder, darunter Großbritannien, Dänemark und die Bundesrepublik Deutschland, sowie in die USA, um international Kontakte mit medizinischen und naturwissenschaftlichen Forschungseinrichtungen zu knüpfen und so die gewünschten Informationen für das geplante Geheimprojekt zu beschaffen. Ebenso knüpfte er auf seinen Auslandsreisen Kontakte zum Irak, zu Israel, Nordkorea, Iran, Kolumbien und den Philippinen an.
Als er 1983 zum Leiter des Coast-Projekts ernannt wurde, war er Leibarzt Präsident Pieter Willem Bothas, den er auf seinen Reisen begleitete. In dieser Zeit befasst er sich mit der Erforschung und Erprobung tödlicher Substanzen. Das Project Coast befasste sich auch mit Methoden, gezielt gegen Schwarze vorgehen zu können, etwa durch gezielte Unfruchtbarmachung mittels Pyridin. In den späten 1980er Jahren arbeitete Basson auch für das Civil Cooperation Bureau, das ebenfalls mit verdeckten Methoden gegen Oppositionelle arbeitete.

### Amtsenthebung und Prozess
1996 wurde er bei vollem Gehalt von seinem militärischen Posten enthoben. Im Januar 1997 gab die US-amerikanische CIA der südafrikanischen Regierung den Hinweis, dass Basson seine Flucht aus Südafrika vorbereitete. Im selben Monat wurde er in Pretoria verhaftet. Er war zu diesem Zeitpunkt im Besitz von rund 1000 Ecstasy-Pillen und vier Stahlkoffern mit Geheimdokumenten, die das Coast-Projekt betrafen. Die Polizei fand in den Koffern außerdem Briefe, die seine Kontakte in die ganze Welt dokumentieren. Angeklagt wurde er in der Folge wegen vielfachen Mordes, Betrug, Unterschlagung, Drogenbesitz und Drogenhandel. Der Prozess begann im Oktober 1999. Zuvor hatte Basson vor der Wahrheits- und Versöhnungskommission ausgesagt, nicht jedoch um eine Amnestie gebeten, da er ausschließlich aufgrund militärischer Befehle gehandelt habe. Basson wurde 2002 von allen Anklagepunkten freigesprochen. Unter anderem kam ihm die Auffassung des Gerichts zugute, dass Verbrechen, die außerhalb Südafrikas begangen worden waren, nicht von einem südafrikanischen Gericht bestraft werden könnten. 2005 beschloss die Staatsanwaltschaft, keine Wiederaufnahme des Verfahrens anzustreben. 2011 betrieb Basson erfolgreich eine kardiologische Praxis im Kapstädter Stadtteil Durbanville.

### HPCSA-Urteil
Am 18. Dezember 2013 wurde Basson von der südafrikanischen Ärztekammer HPCSA wegen standeswidrigen Verhaltens in vier Anklagepunkten schuldig gesprochen. Die Verkündung des Strafmaßes sollte im Februar 2014 erfolgen, wurde aber mehrfach verschoben. Er verlor schließlich seine Approbation. Der North Gauteng High Court, der seine Klage dagegen zuerst abgewiesen hatte, urteilte nach Revision am 27. März 2019, dass zwei der Ausschussmitglieder befangen gewesen waren und die Anordnung der HPSCA ungültig sei.